# Perceptró

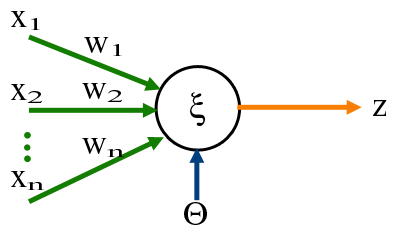
Fig.1 Esquema de blocs d'un perceptró

El perceptró, en l'àmbit d'aprenentatge automàtic, és un algorisme d'aprenentage supervisat per a classificadors binaris. Un classificador binari és una funció que pot decidir si unes dades d'entrada, representades per un vector de nombres, pertanyen a una classe específica. El perceptó és un tipus de classificador lineal, és a dir, un algorisme que realitza prediccions basades en una funció d'activació lineal formada per una sèrie de coeficients o pesos. El perceptró és considerat com la forma més senzilla (neurona d'una sola capa) de xarxa neuronal.

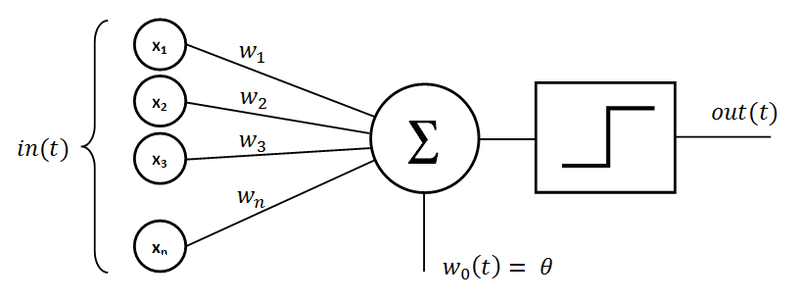
Fig.2 Definició matemàtica si la sortida és binària

## Definició
Un perceptor d'{\displaystyle n} entrades {\displaystyle (x_{1},x_{2},x_{3}...)} i una sola sortida {\displaystyle out} binària ve definit per {\displaystyle n} pesos o coeficients {\displaystyle (w_{1},w_{2},w_{3}...)} i l'aplicació de la funció d'activació del tipus funció de Heaviside :
{\displaystyle out=f(z)=\left\{{\begin{matrix}1&\mathrm {si} &\sum _{i=1}^{n}w_{i}x_{i}>\theta \\0&\mathrm {altrament} &\end{matrix}}\right.}

Fig.3 Exemple de procés d'aprenentatge

Procediment iteractiu : (vegeu Fig.3)
1. S'inicialitzen els pesos {\displaystyle w_{i}} a zero.
2. Es calcula l'error de la sortida (valor esperat menys valor obtingut) : {\displaystyle E_{i}}
3. Es fixen els nous pesos {\displaystyle w_{i}}amb : pesos anteriors + entrada ponderada per error de la sortida : {\displaystyle w_{i+1}=w_{i}+\alpha \cdot x_{i}\cdot E_{i}} (és una generalització de l'algorisme LMS)

## Exemples

### Perceptró que implementa unaporta ANDde dues entrades

Fig.4 Exemple de funció AND

Taula de valors que resol els valors de la Fig.4 :
| Entrada               | Pesos                   | f(z)                          |
| --------------------- | ----------------------- | ----------------------------- |
| {\displaystyle x_{1}} | {\displaystyle w_{1}=}1 | {\displaystyle \theta } = 1.5 |
| {\displaystyle x_{2}} | {\displaystyle w_{2}=}1 | {\displaystyle \theta } = 1.5 |

### Perceptró que implementa unaporta ORde dues entrades

Fig.5 Exemple de funció OR

Taula de valors que resol els valors de la Fig.5 :
| Entrada               | Pesos                   | f(z)                          |
| --------------------- | ----------------------- | ----------------------------- |
| {\displaystyle x_{1}} | {\displaystyle w_{1}=}1 | {\displaystyle \theta } = 0.5 |
| {\displaystyle x_{2}} | {\displaystyle w_{2}=}1 | {\displaystyle \theta } = 0.5 |